# キム・ドンファン (アイスホッケー)
キム・ドンファン（2001年5月19日 - ）は、大韓民国のソウル出身のプロアイスホッケー選手。ポジションはディフェンス。アジアリーグアイスホッケーの横浜GRITSに所属。

## 経歴
延世大学を経て、2024年5月28日にアジアリーグアイスホッケーの横浜GRITSに入団した。
2024-2025シーズンはオフの2025年4月20日に契約期間満了でGRITSを退団した。